# Balderik van Duffelgouw
Balderik van Duffelgouw (rond 965 - Heimbach, 5 juni 1021) was graaf in de Duffelgouw (pagus Dublinsis, Tubalgouw) en vanaf 1003-1006 graaf van Drenthe.
Hij werd gezien als een van de grootste onruststichters van zijn tijd in het gebied van de Nederrijn.
Door zijn huwelijk (ten laatste op 8 december 996) met Adela van Hamaland, de weduwe van de Immediger graaf Immed IV (gestorven rond 995) en de oudste dochter van Wichman IV van Hamaland, kreeg hij aanspraken op een belangrijk groter gebied.
Balderik was heer van de kastelen Uplade en Houberg.